# Thomas Dunford
Thomas Dunford (Párizs, 1988 –) francia lantművész.

## Élete, munkássága
Thomas Dunford Párizsban született Jonathan Dunford és Sylvia Abramowicz amerikai gambaművészek (mindketten Jordi Savall tanítványai) gyermekeként. A lanttal kilencévesen kezdett foglalkozni, első tanára Claire Antonini volt. Tanulmányait 2006-ban fejezte be kitüntetéssel a Párizsi Konzervatóriumban, majd a bázeli Schola Cantorumban, Hopkinson Smithnél tanult tovább, és 2009-ben szerezte meg diplomáját. Közben  neves lantosok mesterkurzusain vett részt, például Rolf Lislevand, Julian Bream, Eugene Ferré, Paul O'Dette, Pascale Boquet, Benjamin Perrot és Eduardo Eguez.
Színpadon először egy színházi előadáson szerepelt a Comédie-Française-ben, 2003 szeptembere és 2005 januárja között Shakespeare Vízkereszt, vagy amit akartok című darabjában játszott lanton. Az egyéni karrierje ezt követően indult be, a világ minden táján fellép, például a New York-i Carnegie Hallban és a Frick Collectionban, a washingtoni Kennedy Központban, a londoni Wigmore Hallban, a vancouveri Recital Society-ben, a barcelonai Palau de la Musicában. Szóló- vagy együttes fellépések keretében részt vesz számos fesztiválon (Saintes, Radio France Montpellier Occitanie, Ambronay, Leipzig Bachfest, Utrecht, Folles Journées de Nantes). Játszott már Angliában, Skóciában, Írországban, Izlandon, Olaszországban, Spanyolországban, Németországban, Belgiumban, Hollandiában, Magyarországon, az Egyesült Államokban, Brazíliában, Kínában, Japánban stb. Fellép több neves európai barokk együttessel, köztük az Academy of Ancient Music-kal, a Les Arts Florissantszal, az English Baroque Soloistsszal, az English Concerttel, a genti Collegium Vocale-lal, a Monteverdi Kórussal, a Pygmalionnal.
2018-ban saját együttest hozott létre Jupiter néven, amelyben olyan zenészek vesznek részt, mint Lea Desandre, Jean Rondeau, Sophie Gent, Théotime Langlois de Swarte, Bruno Philippe, Peter Whelan. A frissen alakított együttes fellépett már számos hangversenyteremben (Philharmonie de Paris, Berlin Philharmonie, Auditorium de Radio France,  ElbPhilharmonie Hamburg, Carnegie Hall, Wigmore Hall, Festival de Pâques Aix en Provence).
Dunford nem csak lanton játszik, hanem több más, korai pengetős hangszeren is, például teorbán és barokk gitáron. A régizenén kívül más műfajok is érdeklik, például a jazz is. Első önálló hangfelvétele, a 2012-ben rögzített és 2013-ban megjelent, John Dowland emlékének szentelt Lachrimaet a francia Alpha kiadó gondozta, és egyöntetű elismert kapott a zenekritikusoktól, 2013-ban pedig Caecilia-díjjal jutalmazták. A BBC Magazine Dunfordot „a lant Eric Claptonjának” nevezte.

## Felvételei
| Megjelenés | Tartalom                                      | Zenekar, közreműködő           | Kiadó             |
| ---------- | --------------------------------------------- | ------------------------------ | ----------------- |
| 2013       | Dowland: Lachrimae                            |                                | Alpha             |
| 2014       | The Art of Melancholy: Songs by John Dowland  |                                | Hyperion          |
| 2014       | Kapsberger: Labirinto d'Amore                 | Anna Reinhold                  | Alpha             |
| 2015       | Flow my tears: Songs for Lute, Viol and Voice | Iestyn Davies, Jonathan Manson | Wigmore Hall Live |
| 2018       | Bach                                          |                                | Alpha             |
| 2019       | Vivaldi                                       | Jupiter                        | Alpha             |
| 2020       | Barricades                                    | Jean Rondeau                   | Erato             |